# Rio Itaim
O Rio Itaim é um rio brasileiro que banha o estado do Piauí, é um afluente do Rio Canindé.

## Enchente e Poluição
O rio teve uma cheia em 2015 na cidade de Itainópolis, onde alagoou toda a cidade. E também veio transbordando toda a sujeira do rio.

## Reservatório
Em 2012, foi construída uma barragem em Itainópolis.

## Geografia
O Rio Itaim nasce no município de Paulistana (Piauí) na divisa com o estado da Bahia, ficando a 700m de altitude, e deságua no Rio Canindé na cidade de Oeiras.

## Afluentes
O principal afluente do Itaim é o Rio Guaribas, que nasce no município de Pio IX.

## Problemas
Itainópolis é a principal cidade banhada pelo Rio Itaim, onde também pertence a bacia do Rio Parnaíba. O rio também enfrenta problemas ambientais como: Poluição, Sujeira entre outros.